# Pardodes
Pardodes is een geslacht van vlinders van de familie spanners (Geometridae), uit de onderfamilie Larentiinae.

## Soorten
- P. flavimaculata Warren, 1896
- P. parodes Warren